# Le Landeron
Le Landeron (toponimo francese; in tedesco Landern, desueto) è un comune svizzero di 4 680 abitanti del Canton Neuchâtel; ha il titolo di città.

## Geografia fisica

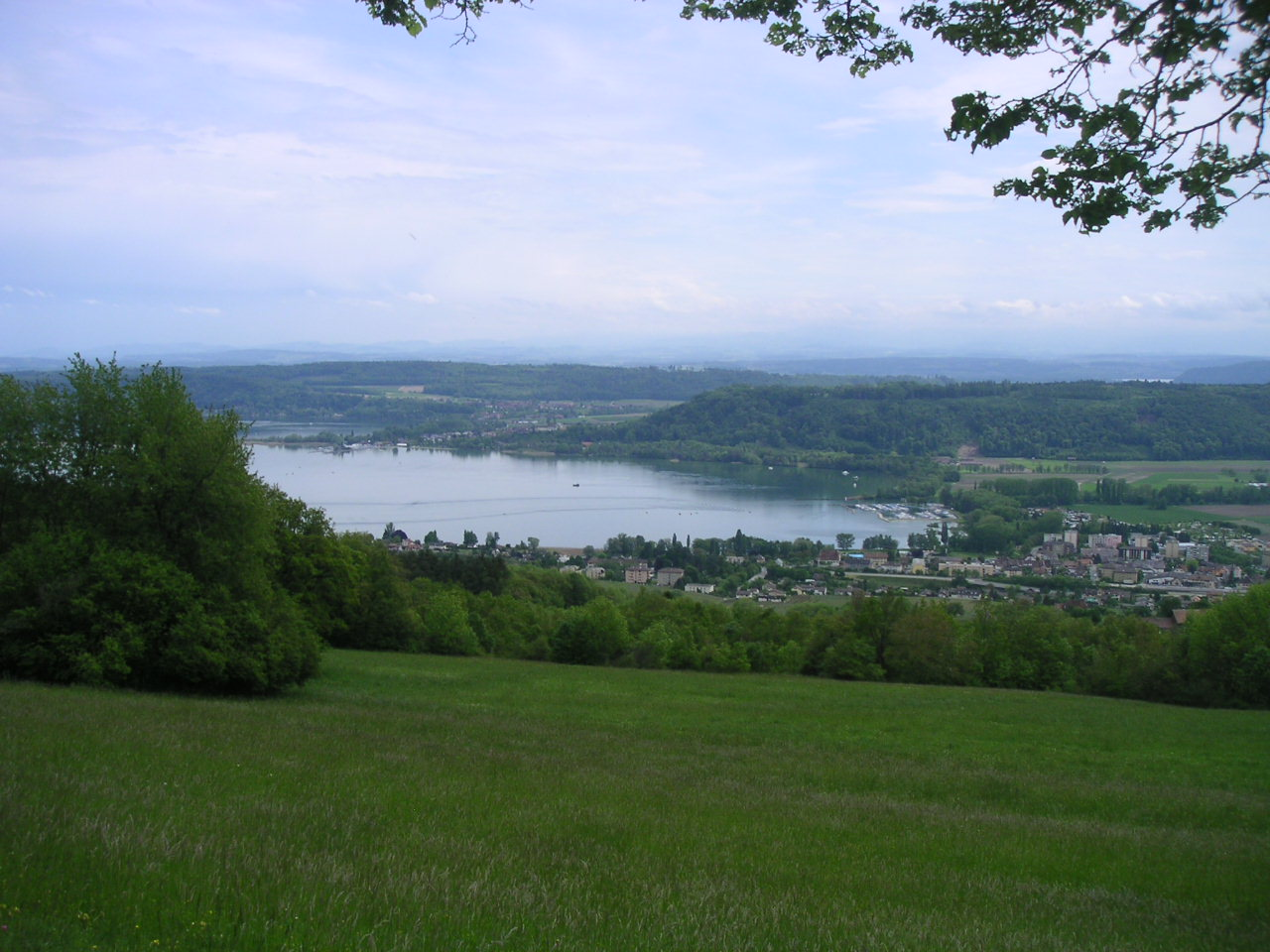
Le Landeron e il lago di Bienne

Il territorio di Le Landeron si estende all'estremità occidentale del lago di Bienne.

## Storia
Nel 1875-1888 incorporò il comune soppresso di Combes; la denominazione ufficiale del comune fu fino al 1966 "Landeron-Combes".

## Monumenti e luoghi d'interesse
Dal 2016 il borgo, grazie alla sua particolare bellezza architettonica, la sua storia e la posizione privilegiata in cui si trova è entrato a far parte dell'associazione "I borghi più belli della Svizzera".

### Architetture religiose
- Chiesa parrocchiale cattolica di San Maurizio, attestata dall'XI secolo[3];
- Cappella dei Diecimila Martiri, consacrata nel 1455[3];
- Chiesa riformata, eretta nel 1894[3].

### Architetture civili
- Palazzo comunale;
- Torre dell'orologio;
- Torre della Portette.

## Società

### Evoluzione demografica
L'evoluzione demografica è riportata nella seguente tabella:
Abitanti censiti

## Economia
Le Landeron è una città prevalentemente residenziale.

## Infrastrutture e trasporti

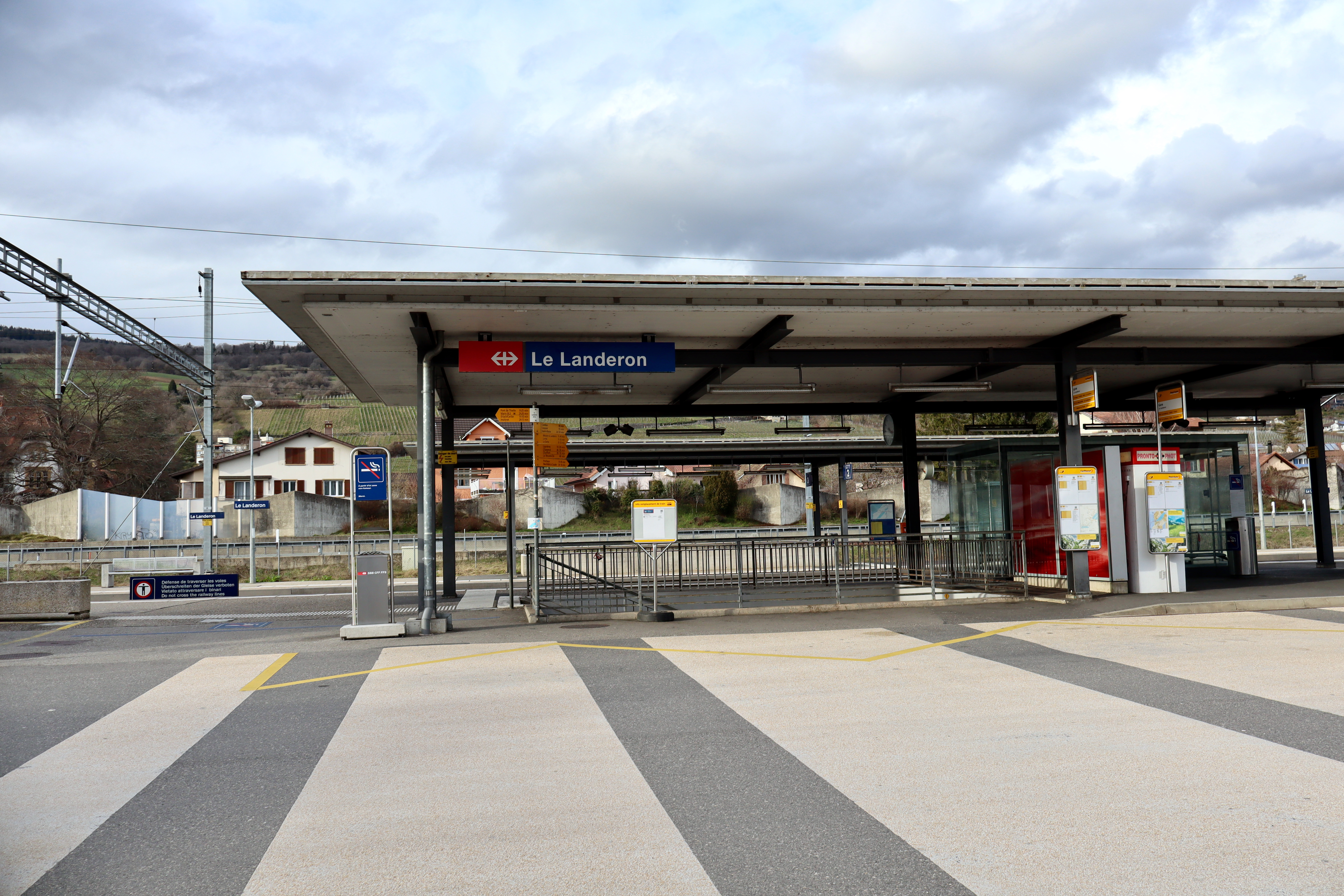
La stazione Le Landeron

Le Landeron è servita dall'omonima uscita dell'autostrada A5 e dall'omonima stazione sulla ferrovia Losanna-Olten.